# Lijst voor Heist
Lijst voor Heist is een Belgische lokale kieslijst te Heist-op-den-Berg.

## Geschiedenis
In september 2023 werd aangekondigd dat N-VA, Groen en Open Vld de krachten zouden bundelen bij de gemeenteraadsverkiezingen van 2024. Lijsttrekker was ziitend burgemeester Jan Moons. De kieslijst overtuigde 22,3% van de kiezers, goed voor 8 zetels. Zes jaar eerder behaalden de partijen een opgeteld resultaat van 42,2% en hadden ze samen 15 vertegenwoordigers in de Heistse gemeenteraad. Verkozen kandidaten waren Jan Moons, Eva Van den Brande, Jan De Haes, Eddy Goris, Karen Michiels, Thomas Van Hoof, Sarah Wouters en Nand Blauwens.